# Grâu întreg
Pentru o alimentație sănătoasă descriem făina din grâu întreg, care este o substanță pulverulentă obținută prin măcinarea grâului în totalitate. Cuvântul „întreg” se referă la faptul că toate părțile componente ale grâului se află în această făină (tărâță, germeni și endosperm) și nimic nu se pierde în procesul de măcinare al bobului de grâu. Principalii constituenți cunoscuți ai grâului sunt săruri minerale și elemente catalitice — calciu, magneziu, sodiu, potasiu, clor, sulf, siliciu, zinc, mangan, cobalt, cupru, iod, arsenic, grăsime fosforată, amidon, vitaminele A, grupul B, E (în germenii de grâu), K, D, PP, fermenți, diastaze, acizi grași poli nesaturați, antioxidanți, pigmenți vegetali, fitohormoni, glicozi, alcaloizi, taninuri. Grâul conține toți cei zece aminoacizi esențiali. 
În tehnologia de măcinare a grâului întreg rezultă o făină deosebită de făina albă, care este rafinată și care conține doar endosperm. Făina Integrală sau de grâu întreg conține toate componentele bobului de grâu. Există diverse beneficii de a consuma produse din făină integrală, acestea fiind prielnice unui stil de viață sănătos. Făina integrală reduce riscul de boli cardiace prin scăderea nivelului de colesterol, a tensiunii arteriale si a vitezei de coagulare a sângelui. Produsele din făină integrală au un conținut mai scăzut în calorii decât produsele din făină albă și ajută la reglarea zahărului din sânge la persoanele cu diabet zaharat. Făina integrală are în componență fibre alimentare care joacă un rol important în prevenirea cancerului, în special a cancerului de colon și a hemoroizilor.
Comparativ cu făina alba, făina integrală conține: cu 400% mai multe vitamine (B1, B2, B3, B5, B6, B7, B9, B12, E) și minerale (Fe si Zn) și cu 500 % mai multe fibre. Fibrele au mai multe beneficii pentru cei care le consumă: - au valoare calorică foarte mică; - asigură o digestie cât mai corectă curățând tractul digestiv; - au efect pre-biotic (asigură o floră intestinală sănătoasă); - reduc riscul apariției cancerului. Fibrele dietetice din cerealele integrale, ca parte a unei diete echilibrate, reduc nivelul de colesterol și riscul de apariție a bolilor de inima. Fibrele sunt esențiale pentru buna funcționare a ficatului, reduc constipația și provoacă o senzație de sațietate (ajutând la menținerea siluetei). 
Tiamina, riboflavina, niacina, acidul folic din complexul de vitamine B joacă un rol important în buna funcționare a metabolismului, imbunătățind sistemul nervos.
Acidul folic ajută la formarea celulelor roșii. De asemenea, femeile aflate în primul trimestru de sarcină trebuie să consume folații adecvați, inclusiv acidul folic din alimente sau suplimente. Acest lucru protejează tubul neural, reduce riscul de apariție a malformațiilor precum spina bifidă și anencefalia. Fierul transportă oxigenul în corp. Este foarte importantă o dietă care să includa fier pentru a împiedica anemia. Combinarea consumului de alimente bogate în fier cu cele bogate în vitamina C permite o mai buna absorbție a fierului in organism. Cerealele integrale sunt surse importante de magneziu (care întarește oasele) și seleniu (cu rol antioxidant, contribuind la apărarea organismului de radicalii liberi).
Produsele integrale sunt sănătoase în primul rând datorită conținutului ridicat de fibre, vitamine și minerale. Ele conțin substanțe fitochimice, denumire generală dată componenților întâlniți în plante. În timp ce sute de substanțe fitochimice au fost identificate de cercetători, foarte multe sunt încă necunoscute iar acestea sunt benefice în diferite moduri, unele fiind antioxidanți, precum flavonoidele, carotenoizii și licopenele, protejând celulele împotriva atacurilor din exterior. 
Făina din grâu întreg are un aport nutritiv complex: minerale (magneziu, fosfor, potasiu), fibre, aminoacizi și vitamine (gama B, vitamina E) și prezintă un raport ideal, echilibrat între elementele plastice: proteine, glucide și lipide. Senzația de sațietate se instalează fiziologic mult mai repede în cazul consumului de pâine integrală decât în cel al pâinii albe, evitându-se astfel abuzul cantitativ. Pâinea integrală este mai bine tolerată de bolnavii diabetici, deoarece are un conținut mai redus în glucide. Stimulează tranzitul intestinal, fiind cel mai bun remediu profilactic împotrivă constipației, plus că acest produs nu expune la riscul obezității.
Pâinea din grâu întreg este o sursă importantă de magneziu, un mineral care interacționează cu peste 300 de enzime din corp, inclusiv cu cele implicate în utilizarea glucozei și secreția de insulină a organismului. De asemenea, Magneziul și vitamina E, furnizate de produsele făcute din făina de grâu integral, au efecte antiinflamatorii ce ameliorează simptomele asociate astmului din copilărie, scăzând cu până la 88% sensibilitatea copiilor la factorii care restricționează căile aeriene, cauzând simptomele tipice astmului. Între 65 si 90% dintre caloriile conținute de cereale provin din carbohidrați, ceea ce ar trebui sa fie echivalentul a două treimi din caloriile consumate zilnic. Cerealele sunt bogate atât în fibre solubile (cele care reduc nivelul colesterolului din sânge) cât și insolubile (cele care previn constipația și evită riscul apariției unor tipuri de cancer). Fibrele conținute de cerealele integrale joacă un rol foarte important în digestie, facilitând tranzitul intestinal. Acestea duc la creșterea procentului de apă din chim, accentuează tranzitul conținutului intestinal prin sistemul digestiv și mai mult decât atât, fibrele măresc numărul de bacterii “bune”, facilitând digestia și activitatea tranzitului intestinal, jucând astfel un rol important în prevenirea cancerului intestinal.	
Studiile efectuate de Nurses Health Study din Boston au demonstrat că prin consumul de cereale integrale și de produse pe bază de cereale integrale, este diminuat riscul dezvoltării unor afectiuni, ca de pildă boli cardiovasculare, unele tipuri de cancer, diabet sau osteoporoza. Într-un studiu pe 20 de ani urmărit de „Health Study” s-a arătat că un consum de 2-6 porții de cereale integrale pot fi asociate cu scădere cu 21% a insuficienței cardiace, iar consumând mai mult de 7 porții s-a ajuns la o scădere cu 29% a acestui risc (analiza a fost făcută comparativ cu persoane care nu au consumat deloc cereale integrale). Riscul majorității cancerelor a fost cu 20-50% mai mic. Specialiștii au descoperit că în apariția osteoporozei nu este implicata doar lipsa calciului din dietă ci și cea a vitaminei D. Persoanele cu deficit de vitamina D absorb mai puțin de 10% din calciul adus prin alimentație. Cu alte cuvinte, chiar dacă organismul primește destul calciu, în absența vitaminei D, absorbția lui este ineficientă, iar consecințele sunt aceleași: demineralizarea structurilor dure. Necesarul zilnic al unui adult de vitamina D este în jur de 200 UI, în timp ce al unui vârstnic este de 400-600 UI/zi. Printre produsele bogate în vitamina D se numără laptele integral și cerealele integrale. Oamenii care locuiesc în zone în care cerealele din grâu întreg constituie o parte importantă din dietă, sunt presupuse a avea o incidență mai mică de probleme intestinale și ale intestinului, cum ar fi cancerul de colon, diverticuloza, și hemoroizi, decât cei care trăiesc în țările industrializate din Europa și America de Nord, în cazul în care cerealele sunt mai puțin o componentă importantă a regimului alimentar. Produsele integrale sunt una dintre posibilitățile pe care le avem la îndemână pentru a ne hrăni mai sănătos și a trai mai sănătos, întrucât acestea ne întăresc sistemul imunitar și oferă organismului tot ceea ce acesta are nevoie. Din bobul de grâu se poate obține 80% făină, însă în procentul de 20% constituienți îndepărtați sunt 80% din nutrienții aflați in bobul de grâu, nutrienți care fac diferența dintre o masă și hrană pentru întreg organismul, diferența dintre făină și făina integrala 100%.